# Synema trimaculosum
Synema trimaculosum là một loài nhện trong họ Thomisidae.
Loài này thuộc chi Synema. Synema trimaculosum được Joachim Schmidt miêu tả năm 1956.